# Gens Cornificia
La gens Cornificia era una familia de plebeyos de la Antigua Roma. Ninguna persona de este nombre aparece hasta el último siglo de la República; y el primero que obtuvo alguno de los honores más altos del estado fue Quintus Cornificius, pretor en 66 a. C.

## Origen
Los Cornificii parecen haber venido originalmente de Rhegium.  En las monedas, el nombre está escrito Cornuficius, que es también la forma utilizada por Dion Casio.

## Praenomina utilizados
Los únicos praenomina asociados a los Cornificii son Quintus, Lucius, y Publius.